# Latimer County
Latimer County är ett administrativt område i delstaten Oklahoma, USA. År 2010 hade countyt  11 154 invånare. Den administrativa huvudorten (county seat) är Wilburton. 

## Geografi
Enligt United States Census Bureau har countyt en total area på 1 888 km². 1 870 km² av den arean är land och 18 km² är vatten.

### Angränsande countyn
- Haskell County - nord
- Le Flore County - öst
- Pushmataha County - syd
- Pittsburg County - väst